# 보물섬 (드라마)
《보물섬》은 2025년 2월 21일부터 2025년 4월 12일까지 방송된 SBS 금토 드라마이다.

## 기획 의도
살아남기 위해 2조 원의 정치 비자금 계좌를 해킹한 남자와 해킹 당한 사실을 모르고 남자를 죽여 2조 원을 날려버린 비선 실세의 이야기

## 제작진

### 제작사
- 스튜디오S
- 에이투지 엔터테인먼트
- 푸르미르 공작소

### 극본
- 이명희 : MBC 주말 특별 기획 드라마 《에어시티》(공동집필), KBS 2TV 《KBS 드라마 스페셜 연작 시리즈 - S.O.S》(집필), KBS 1TV 대하 드라마 《장영실》(공동집필), MBC 주말 특별 기획 드라마 《돈꽃》(집필) 집필

### 연출
- 진창규 : MBC 월화 드라마 《역적 : 백성을 훔친 도적》(공동연출), MBC 월화 드라마 《배드파파》(연출), MBC 수목 드라마 《십시일반》(연출), tvN 월화 드라마 《군검사 도베르만》(연출) 연출
- 주상규 : tvN 주말 미니시리즈 《감사합니다》(공동 연출) 연출

## 등장 인물

### 주요 인물
대산그룹 회장비서실 대외협력팀장, 직급 상무. 은남의 남편인. 희철의 고등학교 동창. 죽은 경원과 일도의 친아들.
법학 대학원 석좌 교수, 킹메이커를 뒤에서 조정하는 실세 중의 실세. 희철의 큰아버지. 은남의 시 큰아버지.
- 이해영 : 허일도 역 (†, 1회 ~ 14회) - 태윤의 아버지이자 동주의 생부, 대산에너지 사장. 대산그룹 회장 차강천의 맏사위. 덕희의 남편. 죽은 순호의 대학동창.(젊은 시절: 이유현)
- 홍화연 : 여은남 역 - 동주의 아내죽은 순호와 덕희의 딸. 대산에너지 서울본부 직원. 차강천 회장의 외손녀. 일도의 양딸. 장선의 조카며느리.

### 대산가
- 우현 : 차강천 역 - 대산그룹 2대 회장, 덕희와 국희의 아버지. 일도와 도수의 장인. 태윤과 은남의 외할아버지. 선우의 친부. 죽은 순호의 전 장인.

#### 차덕희 일가
- 김정난 : 차덕희 역 - 대산그룹 차강천회장의 맏딸. 첫 남편과 낳은 딸, 여은남을 데리고 허일도와 재혼. 은남과 태윤의 어머니. 선우의 이복누나. 죽은 순호의 아내. 국희의 언니.
- 윤상현 : 허태윤 역 - 경영학과 대학원생, 일도와 덕희의 아들. 대산문화재단 비상근 이사.
- 주상욱 : 여순호 역 - 차덕희 첫 남편이자, 여은남의 친부. (3회)

#### 차국희 일가
- 홍수현 : 차국희 역 - 대산화학 사장, 차강천회장의 둘째 딸. 언니 차덕희와 띠동갑. 선우의 이복누나. 도수의 아내.
- 하수호 : 김도수 역 - 대산병원 신경외과 과장, 국희의 남편. 일도의 매제. 강천의 둘째 사위.

#### 지영수 일가
- 도지원 : 지영수 역 - '빵집' 사장이자 빵셰프, 공중파 인기 아나운서 출신. 선우의 어머니.
- 차우민 : 지선우 역 - 고등학교 중퇴생, 예비 빵셰프. 영수의 아들. 차강천의 혼외자. 덕희와 국희의 이복동생.

#### 집사
- 서경화 : 공 비서 (공정자) 역 - 대산가의 집사
- 이선희 : 개성댁 (현자옥) 역 - 대산가의 찬모, 침모. 도셰프보다 여섯 살 연상 아내.
- 송진우 : 도 셰프 (도재필) 역 - 대산가의 주방 책임자, 20대 초에 북한에서 탈출한 탈북자. 자옥의 남편.

#### 대산그룹
- 노수산나 : 강이현 역 - 대산병원 신경과 전문의, 허일도의 친구인 강성의 딸. 동주가 기억을 잃고 대산병원에 입원했을 때 담당 의사.
- 김민상 : 최실장 (최기현) 역 - 대산그룹 회장비서실 실장. 직급은 사장.
- 이택근 : 홍부장(홍문한) 역 - 대산에너지 부장.

### 염가네
- 권수현 : 염희철 역 - 서울지방검찰청 검사, 장선의 조카. . 동주의 고등학교 동창.
- 이항나 : 성보연 역 - 염장선의 아내, 희철의 큰어머니. 동주의 어린 시절을 기억하고 있는 어른. 은남의 시 큰어머니.
- 주연우 : 천구호 역 - 염장선의 비서이자 경호원, 염장선이 국정원에 있을 때 신입사원으로 입사.
- 전진기 : 염치선 역 - 염장선의 동생. 염희철의 친부.
- 성노진 : 관리자 역
- 김기무 : 조양춘 역
- 최광일 : 어르신(이철용) 역
- 장소연 : 석수경 역
- 류승수 : 남상철 역

### 서동주 주변 인물
- 김학선 : 강성 역 - 이현의 아버지, 일도의 친구. 학생운동 동지. 조경 기사.
- 이유준 : 배원배 역 - 항구 수산물하역장 잡부, 지방종합병원 간호사 출신. 총에 맞아 다 죽어가는 동주를 살려낸 생명의 은인. 가명 장일남.
- 공지호 : 명태금 역 - 세운상가 '서울악기' 사장, 악기 사장은 '뺑끼'다. 일제강점기 때부터 이어온 ‘100년 가업’을 물려받은 사채업 명보의 4대 사채업자.
- 한지혜 : 아녜스 (서연주) 역 (2회, 5회 ~ 7회) (†) - 성당 수녀, 동주의 누나. 7회에서 교통사고로 사망.
- 손지나 : 피마담(피정희) 역 - 인도어 골프 연습장 사장.
- 신고은 : 추경원 역 - 동주의 생모. (10회)

### 기타 인물
- 미상 : 염장선이 여은남에게 붙인 히트맨 역
- 미상 : 마재열 역 - '민들레 정보'를 조사 중이던 기자

## 시청률
최저 시청률과 최고 시청률은 시청률 조사회사와 지역별로 시청률에 차이가 있을 수 있습니다.
| 2025년 | 2025년   | 2025년         | 2025년       | 2025년 |
| 회차   | 방송일   | 닐슨 시청률    | 닐슨 시청률  |        |
| 회차   | 방송일   | 대한민국(전국) | 수도권(서울) |        |
| ------ | -------- | -------------- | ------------ | ------ |
| 제1회  | 2월 21일 | 6.1%           | 6.0%         |        |
| 제2회  | 2월 22일 | 8.1%           | 7.8%         |        |
| 제3회  | 2월 28일 | 8.8%           | 8.9%         |        |
| 제4회  | 3월 1일  | 10.2%          | 9.8%         |        |
| 제5회  | 3월 7일  | 9.2%           | 9.0%         |        |
| 제6회  | 3월 8일  | 11.2%          | 11.0%        |        |
| 제7회  | 3월 14일 | 10.9%          | 10.4%        |        |
| 제8회  | 3월 15일 | 12.3%          | 12.3%        |        |
| 제9회  | 3월 21일 | 12.2%          | 12.2%        |        |
| 제10회 | 3월 22일 | 13.1%          | 13.0%        |        |
| 제11회 | 3월 28일 | 11.7%          | 11.9%        |        |
| 제12회 | 3월 29일 | 12.7%          | 12.5%        |        |
| 제13회 | 4월 4일  | 13.4%          | 14.0%        |        |
| 제14회 | 4월 5일  | 14.6%          | 14.5%        |        |
| 제15회 | 4월 11일 | 13.4%          | 13.6%        |        |
| 제16회 | 4월 12일 | 15.4%          | 15.7%        |        |

## 참고 사항
- 박형식, 윤상현은 JTBC 토일 드라마 《닥터슬럼프》 이후 1년 만에 다시 만나 캐스팅되었다.
- 본 프로그램은 당초 2025년 1월 말에 방송 예정으로 알려졌지만 나의 완벽한 비서가 2025년 1월 3일부터 먼저 방송됨에 따라 2025년 2월 21일로 확정되었다.[2]
- SBS가 2025년 1월 1일부터 6년간 신작 및 기존 드라마, 예능, 교양 프로그램을 넷플릭스에 공급하는 전략적 파트너십을 체결하면서 이들 프로그램이 동시, 혹은 순차적으로 넷플릭스에 공개되고 있지만 이 작품은 넷플릭스가 아닌 디즈니+에 동시 공개되고 있다. 이는 SBS가 넷플릭스와의 제휴 이전에 디즈니+와 맺은 연간 3편 이상의 드라마 공급 계약의 일부로,[3] 넷플릭스로서도 어찌할 수 없는 부분이다. 단, SBS가 디즈니+의 최대 경쟁자인 넷플릭스와 더 큰 규모로 손을 잡으면서 2026년 이후에는 이 계약이 사문화될 가능성을 배제할 수 없다.
- 2025년 SBS 드라마 중 〈귀궁〉, 〈모범택시 3〉와 더불어 16부작으로 제작되었다.
- 다른 SBS 드라마와 달리 공식 홈페이지 등장인물란에 각 인물의 한자 이름을 표기했다.
- 2020년 KBS 2TV 월화 미니시리즈 《본 어게인》 이후[4] 종편 케이블 위주로 활동해 온 김정난 (차덕희 역)이 해당 작품을 통해 지상파 복귀를 했는데 김정난이 KBS 공채 14기 탤런트로 데뷔했을 당시[5] 있었던 드라마 PD들은 일선을 떠난 상태였다.
- 전진기, 신고은은 MBC 일일드라마 《나쁜 사랑》 이후 6년 만에 재회하는 작품이다.